# Felix Pratensis
Felix Pratensis OESA, eigentlich  Daniel da Prate, auch Felice da Prato (* nach 1460; † nach 1550 in Rom), war ein römisch-katholischer Ordensmann und Gelehrter, der aus dem sephardischen Judentum zum Christentum konvertiert war.

## Leben
Pratensis konnte eine gute Ausbildung vorweisen und beherrschte drei Sprachen. Vor 1509 konvertierte er zum Christentum. Nachdem er in den Orden der Augustiner-Eremiten eingetreten war, widmete er sich der Judenmission. Pratensis zeigte in seinen Predigten große Intoleranz gegenüber den Juden und erhielt daher den Beinamen „Geißel der Juden“ (lateinisch flagellum Judaeorum). Innerhalb seines Ordens besaß er hohes Ansehen.
Vor seiner Konversion zum Christentum veröffentlichte Felix eine lateinische Übersetzung der Psalmen mit dem Titel Psalterium ex Hebræo ad Verbum Translatum (Venedig 1515). Diese wörtlich genaue Übersetzung, die zahlreiche Anmerkungen erhält, wurde von Papst Leo X. autorisiert und später u. a. von Luther, Bugenhagen und Erasmus von Rotterdam genutzt.
Pratensis war Lehrer von Kardinal Aegidius de Viterbo. Er wurde insbesondere durch seine Arbeit als Editor des flämischen Druckers Daniel Bomberg bekannt. Auf Pratensis’ Vorschlag hin gründete Bomberg im Jahr 1515 in Venedig eine hebräische Druckerei und brachte in den Jahren 1517 bis 1518 und 1524 bis 1525 zwei Rabbinerbibeln heraus. Die Erste Rabbinerbibel, hebräisch אַרְבַּע וְעֶשְׂרִים ʾarbaʿ wəʿæśrîmָ, deutsch ‚Die vierundzwanzig (Bücher…)‘, wurde mit Felix Pratensis in einer jüdischen und einer christlichen Edition herausgebracht. Am 13. April 1518 gab Leo X. die offizielle Erlaubnis zum Druck. Die Erste Rabbinerbibel enthielt den Targum und die Kommentare verschiedener mittelalterlicher Exegeten, es fehlte aber die Masora. Die Zweite Rabbinerbibel, auch Bombergiana genannt, betreute Jacob Ben Chajim Ibn Adonijah.
Im Jahr 1520 verließ Pratensis die Offizin Bombergs und wurde nach dem Tod des Papstes Leo X. Botschafter für seinen Generalsuperior Gabriele della Volta beim neuen Papst Hadrian VI. Infolgedessen entsandte man ihn im Jahr 1522 nach Spanien, um die Verhandlungen zu führen. In den Jahren 1526 und 1528 übte er die Funktion eines stellvertretenden Generalsuperiors (Prokurator) in seinem Orden aus.
Pratensis starb nach 1550 in Rom. Über das genaue Datum herrscht Unsicherheit. In der RGG wird sein Tod auf den 5. November 1558 datiert, andere Texte nennen das Jahr 1559 oder 1539.

## Werke
- Psalterium ex Hebraeo diligentissime ad verbum fere translatum. Venedig 1515, Hagenau 1522, Basel 1524, 1526.
- Psalterium sextuplex, Hebraeum, cum tribus Latinis, videlicet divi Hieronymi, R. P. Sanctis Pagnini et Felicis Pratensis; Graecum, Septuaginta interpretum, cum latina uulgata, Seb. Gryphius excudebat, Lyon 1530.